# Голубь (дирижабль)

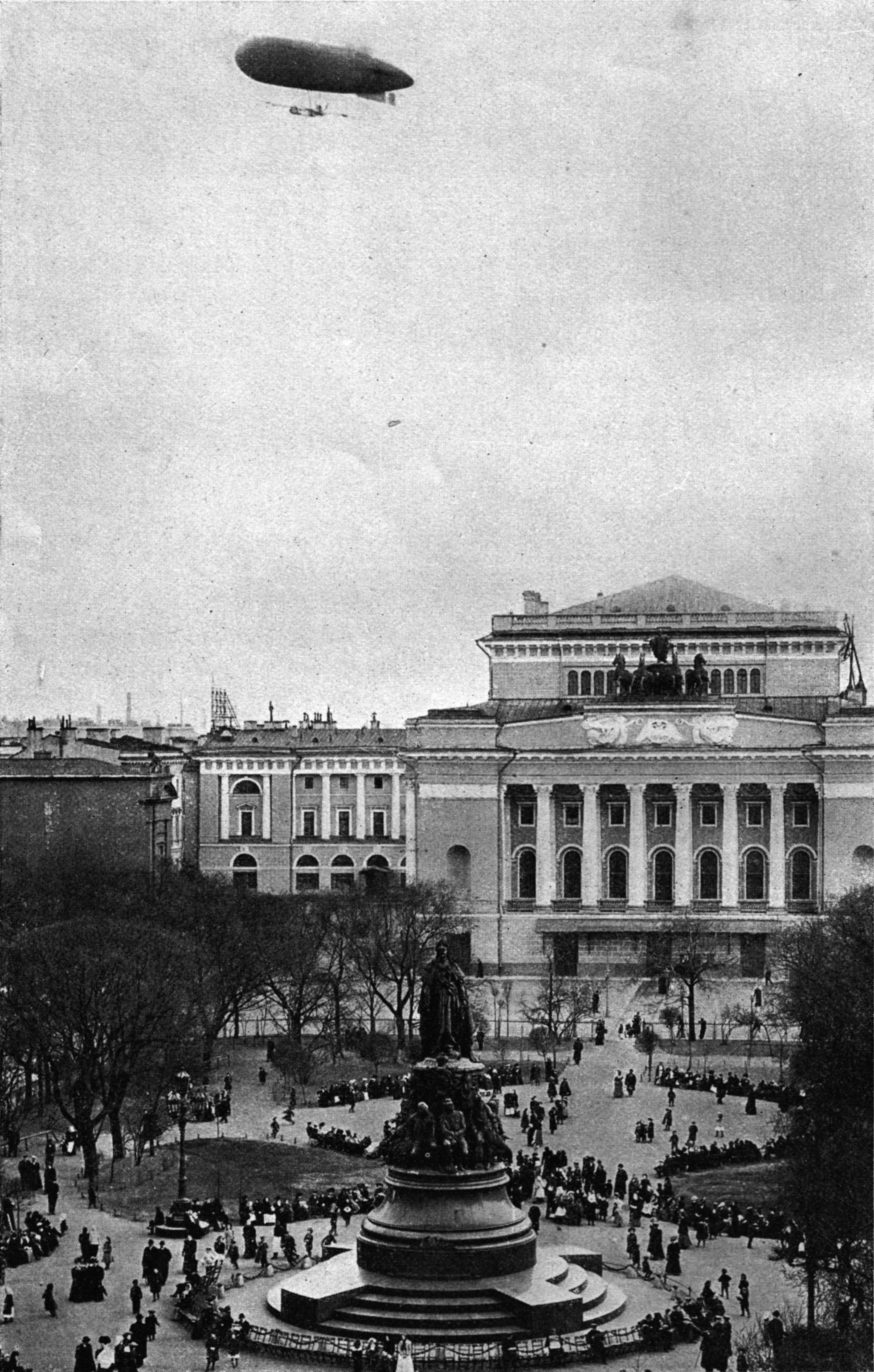
Дирижабль «Голубь»
над Санкт-Петербургом

Голубь — российский дирижабль мягкой конструкции.

## История
Дирижабль был построен в России в 1910 году на Ижорском заводе в Колпине под Санкт-Петербургом по проекту профессоров К. П. Боклевского, А. П. Фан-дер-Флита и инженера В. Ф. Найденова при участии капитана Б. В. Голубова. Испытания дирижабля прошли успешно, и уже осенью «Голубь» прилетает на Первую авиационную неделю, организованную на Коломяжском аэродроме.
В апреле 1912 «Голубь» вооружают четырьмя пулемётами «Мадсен».
В 1913 году дирижабль поступил на вооружение 3-й воздухоплавательной роты, базировавшейся на аэродроме Лида. Здесь его использовали исключительно для разведывательных целей, но за линию фронта он не залетал. К тому времени дирижабль уже был довольно потрёпан, разоружён, но после капитального ремонта вновь вернулся в строй.
В октябре 1914 г. дирижабль был разобран на аэродроме.
Вновь его собрали только в 1916 г., однако он стоял на открытой стоянке и во время шторма у него лопнула оболочка. После чего его заполучило морское ведомство. Но 22 июня во время шторма у дирижабля лопнула оболочка. На следующий день дирижабль разобрали и больше никогда не собирали вновь.